# Caitlin McGuinness
Caitlin McGuinness (30 agosto 2002) è una calciatrice nordirlandese, attaccante del Cliftonville e della nazionale nordirlandese.
È sorella minore di Kirsty, anch'ella calciatrice nel medesimo ruolo, con la quale ha condiviso parte della sua carriera sia nei club, conquistando campionato e coppa, che nella nazionale maggiore, riuscendo ad accedere alla fase finale di una competizione internazionale, l'Europeo di Inghilterra 2022.

## Carriera

### Club
Caitlin cresce seguendo la sorella Kirsty, nata 8 anni prima, nell'attività agonistica oltre che nel calcio gaelico anche nel calcio a 11, raggiungendola al Linfield Ladies dove, ripercorrendo le tappe della sorella maggiore, è aggregata alla prima squadra dalla stagione 2018 ed esordendo appena sedicenne in Women's Championship, massimo livello del campionato nordirlandese di categoria.
Da allora le Chuckle Sisters, così sono identificate dai media, proseguono la carriera appaiate, vincendo due campionati consecutivi, nel 2018 e 2019, vestendo in seguito le maglie del Sion Swifts per trasferirsi durante la stagione 2022 al Cliftonville, conquistando il terzo trofeo da quando giocano nello stesso club.

### Nazionale
McGuinness inizia ad essere convocata dalla Federcalcio nordirlandese dal 2018, vestendo inizialmente la maglia della formazione Under-17 impegnata nelle qualificazioni all'Europeo di Bulgaria 2019, marcando in quell'occasione 6 presenze scendendo in campo in tutti gli incontri delle due fasi, siglando 3 reti, due a Grecia (3-1), Svizzera (1-1) nella prima e alla fase élite in quella persa 2-1 con Rep. Ceca senza che la sua nazionale riuscisse ad accedere alla fase finale.
Dopo aver marcato nel frattempo, nel 2019, una sola presenza in amichevole con una rappresentativa Under-18 contro le pari età dell'Inghilterra, in quello stesso anno viene chiamata in Under-19, inserita in rosa con la squadra impegnata alle qualificazioni all'Europeo di Georgia 2020. In quell'occasione scende in campo in tutti i tre incontri della prima fase, con la sua nazionale che però viene eliminata già alla fase preliminare di qualificazione.
Sempre del 2019 è la sua prima convocazione in nazionale maggiore, inserita in rosa dal commissario tecnico Kenny Shiels per l'amichevole del 27 febbraio vinta poi nettamente per 6-0 con la Giordania. In seguito Shiels continua a concedere fiducia chiamandola all'edizione inaugurale della Pinatar Cup, e dopo aver marcato diverse presenza tra amichevoli e qualificazioni, nel gruppo C, all'Europeo di Inghilterra 2022, inserendola infine nella lista delle 23 calciatrici che affrontano per la prima volta nella storia della nazionale femminile nordirlandese una fase finale di un campionato europeo. In quell'occasione McGuinness scende in campo in tutti i tre incontri disputati dalla sua nazionale nel gruppo A prima dell'eliminazione.
Nel frattempo McGuinness disputa anche le qualificazioni, nel gruppo D della zona UEFA, al Mondiale di Australia e Nuova Zelanda 2023.

## Palmarès

### Club
- Campionato nordirlandese: 3

Linfield Ladies: 2018, 2019
Cliftonville: 2022